# Mercedes-Benz Stadium
Il Mercedes-Benz Stadium è uno stadio situato ad Atlanta, Georgia che ospita le partite casalinghe degli Atlanta Falcons della National Football League (NFL) e degli Atlanta United FC della Major League Soccer (MLS). È il sostituto del Georgia Dome, che è stato lo stadio casalingo dei Falcons a partire dalla stagione 1992. Il costo totale stimato è stato di 1,5 miliardi di dollari. Il 3 febbraio 2019 ha ospitato il Super Bowl LIII. Lo stadio ha ufficialmente aperto il 26 agosto 2017 con la gara di pre-stagione tra i Falcons e gli Arizona Cardinals, malgrado la copertura del tetto retrattile non fosse ancora completa.

## Design

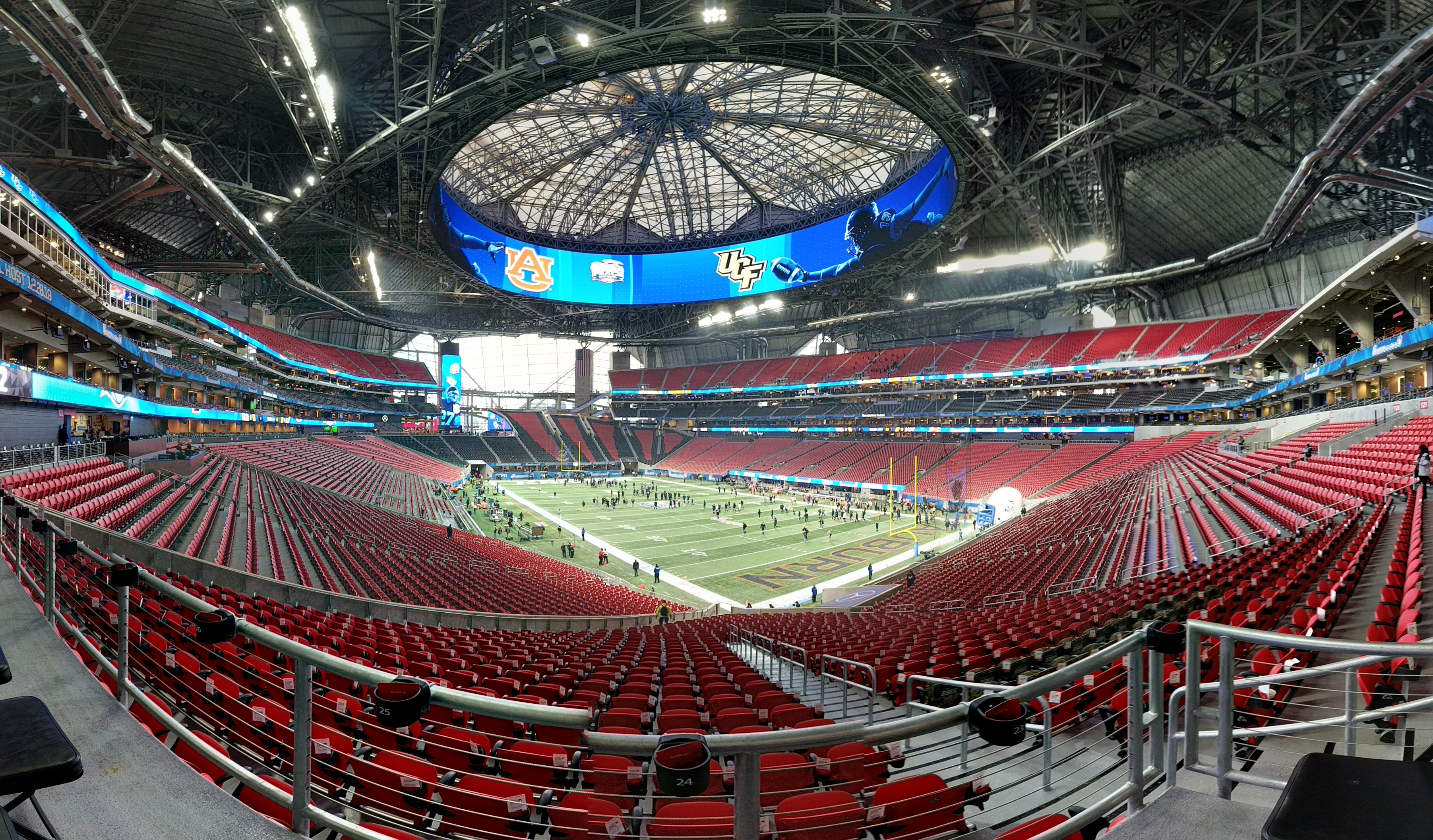
Interno dello stadio

Il design prescelto, proposto da HOK, vede la presenza di una copertura con otto pannelli triangolari retraibili traslucidi e di un muro di vetro che si apre in contemporanea, per permettere il passaggio dell'aria fresca.
L'architetto Bill Johnson ha affermato che l'apertura circolare del soffitto è stata ispirata dal Pantheon romano ("Pantheon" era anche il nome provvisorio della struttura in costruzione). Il tetto è costruito di un polimero chiaro e leggero (ETFE) che può modificare la sua opacità per controllare il livello di illuminazione. Nella end zone verso est, parte della struttura è stata impostata in modo che lasciasse libera la visuale verso lo skyline di Atlanta.